# Miklós Urbanovics
Miklós Urbanovics (ur. 28 lutego 1942 w Debreczynie) – węgierski zapaśnik walczący w stylu wolnym. Olimpijczyk z Monachium 1972, gdzie zajął ósme miejsce w kategorii 74 kg.
Czwarty na mistrzostwach Europy w 1969 roku.
- Turniej w Monachium w 1972

Wygrał Muhammadem Yaghoubem z Pakistanu, a przegrał z Mansurem Barzegarem z Iranu i Adolfem Segerem z RFN.